# Ville de Victoria Park
La Ville de Victoria Park (en anglais : Town of Victoria Park) est une zone d'administration locale dans la banlieue de Perth en Australie-Occidentale en Australie. 

## Localités
- Bentley